# エリアス・カネッティ
エリアス・カネッティ（Elias Canetti, 1905年7月25日 - 1994年8月14日）は、ブルガリア出身のユダヤ人作家、思想家。

## 生涯
1905年にブルガリアのルスチュク（ルセ）で、スペインから逃れてきたユダヤ人(セファルディム)の家庭に生まれる。母語はラディーノ語（古いスペイン語の一種）だったが、幼くして英語を、次いでフランス語やドイツ語を学んだ。著述においてはドイツ語を用いている。
1913年にウィーンに移住し、ウィーン大学で化学を学ぶ。1929年に学位を取得、この頃に代表作である小説『眩暈』(1935)を書き始める。ナチス・ドイツによるオーストリア併合の際にもウィーンに留まり、ナチス党員や人々の様子を見守った。のちにこの時を回顧して「ナチズムとの具体的な体験を持ったこの半年間は、それ以前の何年にもまして、私の目を開いてくれた」と語っている。その後、1939年にユダヤ人迫害を逃れてイギリスに亡命した。
亡命後、自らの体験をもとにしつつ、膨大な資料を導入して群衆の解明に取り掛かった。諸学問に深く関わりつつ独自の立場から行われたその研究は、1960年発表の『群衆と権力』に結実した。文学者としてだけでなく思想家としても優れた作品を完成させたカネッティに、1981年にノーベル文学賞が贈られている。

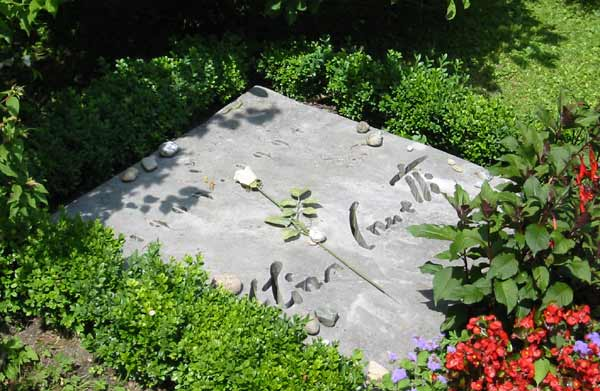
チューリヒにあるカネッティの墓

晩年には独特の視点から書かれた自伝的三部作『救われた舌』(1977)、『耳の中の炬火』(1980)、『眼の戯れ』(1985)に取り組み、若い日々の時代と社会、そして自らの人生を書き記した。
1994年にスイスのチューリヒで死去、その亡骸はジェイムズ・ジョイスの隣に葬られた。

## 親族
実弟のジャック・カネッティはポリドールやフィリップスでディレクターを務め、エディット・ピアフやセルジュ・ゲンズブール、シャルル・アズナヴール、ジョルジュ・ブラッサンスやジュリエット・グレコやジャック・ブレル、ボリス・ヴィアンなどを手がけ、新人発掘の名手と言われた。
その下の弟のジョルジュ・カネッティはパスツール研究所教授で、結核の専門家である。パスツール研究所は、ジョルジュの研究業績とエリアス、ジャックも加えたカネッティ3兄弟の生涯と功績を讃え「ジョルジュ、ジャック、エリアス・カネッティ賞」を2006年に設けている。

## 日本語訳
全て法政大学出版局
- 『群衆と権力』 岩田行一訳、「叢書ウニベルシタス」（上・下） 1971、新装版2010、改装版2022
- 『もう一つの審判 - カフカの「フェリーツェへの手紙」』 小松太郎・竹内豊治訳、1971
- 『眩暈』 池内紀訳、1972、新装版2004、改装版2014
- 『マラケシュの声 - ある旅のあとの断想』 岩田行一訳、1973、新装版2004
- 『断ち切られた未来 - 評論と対話』岩田行一訳、1974
- 『戯曲 猶予された者たち』池内紀・小島康男訳、1975。作品3編
- 『断想 - 1941〜1948』岩田行一訳、1976
- 『救われた舌 - ある青春の物語　伝記1905〜1921』岩田行一訳、1981
- 『耳証人 - 新・人さまざま』岩田行一訳、1982
- 『耳の中の炬火 - 伝記1921〜1931』岩田行一訳、1985
- 『蝿の苦しみ - 断想』青木隆嘉訳、1993
- 『眼の戯れ - 伝記1931〜1937』岩田行一訳、1999

その他
- 共著 『酷薄な伴侶との対話　日記と現代作家』 岩田行一・古沢謙次訳、1983
  - ユセフ・イシャグプール『エリアス・カネッティ　変身と同一』 川俣晃自訳、「叢書ウニベルシタス」 1996。伝記
  - ベーツァ・カネッティ『黄色い街』池内紀訳、1999。夫人による短篇集

## 関連作家
- ヘルマン・ブロッホ
- フランツ・カフカ